# Teatro Studio (Scandicci)
Il Teatro Studio è un teatro situato a Scandicci.
Raro esempio di spazio teatrale innovativo e di sperimentazione realizzato nell'area metropolitana fiorentina, nasce prima come palestra della scuola media E. Fermi che però, già dal 1975, mostra una notevole vocazione per operazioni culturali di grande spessore accogliendo il contributo di gruppi quali il Teatro Mascarà e Piccoli Principi.
Diventa palcoscenico di esperienze artistiche di avanguardia negli anni ottanta con i Magazzini Criminali.
Chiusa questa fase con i consistenti lavori di ristrutturazione dello spazio inseriti nel progetto regionale FIO-Teatri, su progetto dell'ingegner Andrea Bacci, diventano protagonisti di questa nuova fase di ricerca i Krypton, la Compagnia Virgilio Sieni Danza e i Piccoli Principi.
Questo spazio privilegia il teatro per ragazzi e la collaborazione con le scuole, ma anche musica e concerti, danza, video, arte, nuove tecnologie, poesia e collaborazioni varie.
All'insegna della qualità e della contaminazione dei generi, la vocazione continua anche all'indomani di assetti interni profondamente modificati: nel 1998 viene ridefinita la convenzione con i Krypton, la direzione artistica passa all'Istituto Servizi Culturali del Comune, organismo anticipatore nel panorama nazionale sul piano gestionale, con un suo C.d.a. e una sua autonomia gestionale di cui fanno parte anche la Biblioteca e la Scuola di musica.
A conferma del lavoro di innovazione e sperimentazione nel campo delle arti la direzione di Scandicci Cultura attiva, da aprile 2011, un progetto di webtv per il comune di Scandicci.